# Hannah Miley
Hannah Louise Miley (Swindon, 8 de agosto de 1989) es una deportista británica que compitió en natación.
Ganó una medalla de plata en el Campeonato Mundial de Natación de 2011 y cinco medallas en el Campeonato Mundial de Natación en Piscina Corta entre los años 2008 y 2014.
Además, obtuvo seis medallas en el Campeonato Europeo de Natación entre los años 2010 y 2018, y ocho medallas en el Campeonato Europeo de Natación en Piscina Corta entre los años 2009 y 2015.
Participó en tres Juegos Olímpicos de Verano, ocupando el sexto lugar en Pekín 2008, el quinto en Londres 2012 y el cuarto en Río de Janeiro 2016, en la prueba de 400 m estilos.

## Palmarés internacional
| Campeonato Mundial                  | Campeonato Mundial       | Campeonato Mundial | Campeonato Mundial |
| Año                                 | Lugar                    | Medalla            | Prueba             |
| ----------------------------------- | ------------------------ | ------------------ | ------------------ |
| 2011                                | Shanghái (China)         | Medalla de plata   | 400 m estilos      |
| Campeonato Mundial en Piscina Corta |                          |                    |                    |
| Año                                 | Lugar                    | Medalla            | Prueba             |
| 2008                                | Mánchester (Reino Unido) | Medalla de plata   | 400 m estilos      |
| 2008                                | Mánchester (Reino Unido) | Medalla de bronce  | 200 m estilos      |
| 2012                                | Estambul (Turquía)       | Medalla de oro     | 400 m estilos      |
| 2012                                | Estambul (Turquía)       | Medalla de bronce  | 200 m estilos      |
| 2014                                | Doha (Catar)             | Medalla de bronce  | 400 m estilos      |
| Campeonato Europeo                  |                          |                    |                    |
| Año                                 | Lugar                    | Medalla            | Prueba             |
| 2010                                | Budapest (Hungría)       | Medalla de oro     | 400 m estilos      |
| 2010                                | Budapest (Hungría)       | Medalla de bronce  | 200 m estilos      |
| 2010                                | Budapest (Hungría)       | Medalla de bronce  | 4 × 200 m libre    |
| 2016                                | Londres (Reino Unido)    | Medalla de plata   | 400 m estilos      |
| 2016                                | Londres (Reino Unido)    | Medalla de bronce  | 200 m estilos      |
| 2018                                | Glasgow (Reino Unido)    | Medalla de bronce  | 400 m estilos      |
| Campeonato Europeo en Piscina Corta |                          |                    |                    |
| Año                                 | Lugar                    | Medalla            | Prueba             |
| 2009                                | Estambul (Turquía)       | Medalla de oro     | 400 m estilos      |
| 2009                                | Estambul (Turquía)       | Medalla de bronce  | 200 m estilos      |
| 2011                                | Szczecin (Polonia)       | Medalla de plata   | 400 m estilos      |
| 2011                                | Szczecin (Polonia)       | Medalla de bronce  | 200 m estilos      |
| 2012                                | Chartres (Francia)       | Medalla de oro     | 400 m estilos      |
| 2012                                | Chartres (Francia)       | Medalla de plata   | 800 m libre        |
| 2012                                | Chartres (Francia)       | Medalla de plata   | 200 m estilos      |
| 2015                                | Netanya (Israel)         | Medalla de plata   | 400 m estilos      |